# 케빈 매클라우드 (음악가)

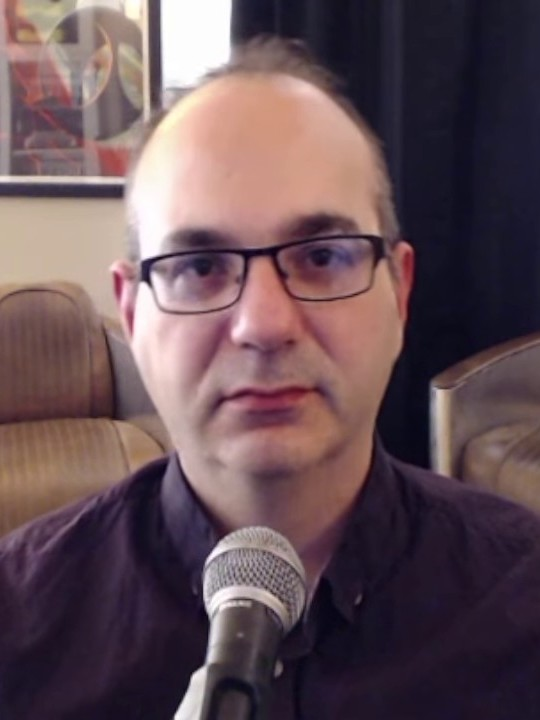

케빈 매클라우드(영어: Kevin MacLeod, 1972년 9월 28일 ~ )는 미국의 작곡가이자 음악 프로듀서이다. 매클라우드는 자신의 웹사이트인 Incompetech.com을 통해 라이브러리 음악들을 저작권 이용료 없이 무료로 제공한 것으로 유명하다. 또 크리에이티브 커먼즈 BY-3.0 라이선스로 자신이 작곡한 음악 2000여곡 이상을 다운로드할 수 있도록 해놓았다. 이 라이선스 조항으로 매클라우드는 원저작자 표시에 한해 누구나 자신의 곡을 제한없이 사용할 수 있도록 했고, 이 덕에 매클라우드의 곡은 유튜브 동영상 몇백만 개와 영화 수천 편에 사용됐다. 대표적으로 영화 <휴고>와 비디오 게임 몇 편, 칼리지유머와 굿 미시컬 모닝 같은 온라인 컨텐츠 제작자의 영상들, 그리고 그 외에 여러 유명 유튜브 채널에서 그의 곡을 사용했다. 매클라우드는 2016년 7월 현재 인터넷 무비 데이터베이스에 등재된 작곡가 명단 2,300명 중 한 명으로 올라 있기도 하다.

## 음악 기부
매클라우드는 자신이 만든 음악을 최대한 많은 사람들이 듣고 사용하도록 크리에이티브 커먼즈 라이선스로 음악을 배포하기로 마음먹었다. 매클라우드의 말에 따르면 자신의 음악을 사람들에게 무료로 사용하도록 허락한 것은 현재의 저작권 제도는 타파해야 한다는 신념도 약간의 이유로 작용했다고 한다. 자신이 제도 전체를 뒤집어엎기엔 힘이 부족하다고 생각하지만 "그것들과 겨룰 수 있는 대체 작품"을 만들길 바라고 있다고 말했다.
매클라우드가 가장 많이 내건 라이선스는 크리에이티브 커먼스 저작자 표시 (CC BY)인데 자신의 이름을 표시하기만 하면 자유롭게 사용할 수 있도록 한 것이다. 매클라우드의 이름을 넣고 싶지 않거나 그럴 여건이 되지 않는 사람들을 위해 비저작자 표시 라이선스도 마련해 놓았는데, 이쪽은 한곡에 30달러, 두곡에 50달러, 그리고 세곡 이상은 각 곡당 20달러의 저작권료를 지불하도록 했다.
매클라우드는 FreePD.com라는 사이트도 만들었는데 퍼블릭 도메인이 적용된 각종 아티스트들의 새 녹음곡을 모으는 사이트다. 매클라우드는 사이트를 통해, 저작권이 오래되어 만료되기까지 기다리는 대신, 퍼블릭 도메인으로 확실히 배포중인 아티스트들의 최신 녹음곡들을 모아 우수한 라이브러리를 제공하고 싶다고 밝혔다. 매클라우드가 제작한 음악 일부도 이곳에서 이용할 수 있는데, 이 곡들은 "기존 방식처럼 상업적으로 이용되도록 한 것은 아니며, 곡을 탐내고 찾아다니는 사람들을 막기 위해 (원래 있던 자신의 웹사이트에) 잡음 (clutter)만 좀 추가했을 뿐"이라고 설명했다.

## 다큐멘터리
매클라우드는 다큐멘터리 영화 <로열티 프리: 케빈 매클라우드의 음악> (Royalty Free: The Music of Kevin MacLeod)의 취재 대상이 되기도 했다. 이 다큐멘터리는 2016년 내에 개봉될 예정이다. 영화에서 감독과 프로듀서를 맡은 라이언 카마더는 킥스타터에서 모금액 3만 달러로 영화 제작 모금 캠페인을 진행했는데, 최종적으로 후원자 524명에 총 모금액 30,608달러를 달성했다. 킥스타터 모금 페이지의 설명에 의하면 모금액은 영화에 들어갈 여러 출연자의 대면 인터뷰 진행과 그밖의 영화 제작비에 쓰일 예정이다.

## 케빈 매클라우드의 곡이 사용된 유명 작품
영화
- <휴고>
- <페이싱 피어>[16]
- <벨플라워>[17]

웹드라마
- 칼리지유머[18]
- 잭셉티사이
- 머시니마 주식회사[19]
- LA 비스트
- CGP 그레이
- 드로스 럿쟁크
- 굿 미시컬 모닝
- 애덤 몬토야 (시내너스)
- 예치 크로쇼
- 크리티컬 롤
- 캐디캐러스
- 너드큐브드

비디오 게임
- <더 스탠리 패러블>[20]
- <커벌 스페이스 프로그램>[21]
- <셜록 홈즈: 죄와 벌>[22]
- <더 브리지>
- <DCS: 블랙 샤크>
- <SCP - Containment Breach>
- <월드 컨커러>, <유로피언 워>, <글로리 오브 제너럴스> 시리즈
- <하토풀 그이 ~희망의 학원과 흰 날개>[23]
- <로보크레프트>
- <럼버 타이쿤 2 (ROBLOX)
- <헬로 샤를로테>

기타 매체
- 위키미디어 공용
- 겐트 시 홍보영상[24]
- 몬티파이튼 유튜브 채널[25][26]
- <코난>[27]
- 하먼타운
- 욕스캐스트
- 코마유튜브

## 수상
2015년 매클라우드는 평생 이뤄낸 업적으로 독일의 웹비디오 커뮤니티에 영향을 끼친 공로로, 유럽 웹비디오 아카데미가 주최한 2015 독일 웹비디오 어워즈에서 국제 명예 웹비디오 상을 수상했다.